# 瓦莱丽·哈珀
瓦莱丽·哈珀（英語：Valerie Harper，1939年8月22日—2019年8月30日），女，美国演员。曾获得黄金时段艾美奖喜剧类电视系列剧最佳女配角。

## 外部連結
- 瓦莱丽·哈珀在互联网电影资料库（IMDb）上的資料（英文）